# Surdo
Chama-se pessoa surda (ou surdo) aquela que possui algum grau de surdez, seja ele leve, moderado, severo ou profundo. 
Surdos oralizados são as pessoas com algum grau de surdez que se comunicam oralmente, tal qual os ouvintes. Surdos sinalizados são as pessoas com algum grau de surdez (em geral, surdez profunda) que se comunicam através da língua de sinais. Segundo a Organização Mundial de Saúde, há 1,5 bilhão de pessoas com algum grau de surdez hoje no mundo, e a maioria absoluta dessa população possui surdez de graus leve e moderado e não utiliza língua de sinais como forma de comunicação.
No Brasil, segundo o IBGE divulgou em 2021, há 2,3 milhões de pessoas com algum grau de surdez. Dentro dessa população, apenas 34% das pessoas com surdez de grau profundo afirma usar a língua de sinais para se comunicar. A lei brasileira possui critérios específicos para definir se uma pessoa surda (com algum grau de surdez) é considerada pessoa com deficiência auditiva.
Dia 3 de março foi instituído pela OMS como Dia Mundial da Audição. O objetivo é criar conscientização a respeito dos prejuízos da perda auditiva não tratada a nível global. No Brasil, dia 11 de novembro é comemorado o Dia Nacional de Prevenção e Combate a Surdez, com o mesmo objetivo.

## Surdos Que Ouvem
Graças aos avanços da tecnologia e da Medicina, hoje em dia a maioria dos casos de surdez pode ser ajudada por ambas. Pessoas com todos os graus de surdez podem ouvir melhor ou até mesmo voltar a ouvir com aparelhos auditivos, implantes cocleares e cirurgias da audição. Há mais de 1 milhão de usuários de implante coclear no mundo. No Brasil, O SUS fornece a cirurgia de implante coclear e aparelhos auditivos para a população. Muitas pessoas têm sido ajudadas pela Ouvidoria do Ministério da Saúde, que vem investigando a demora na dispensação de próteses auditivas nos quatro cantos do país.
O implante coclear é a única cirurgia que restaura artificialmente um sentido humano.
No Brasil, todos os bebês devem passar por uma triagem auditiva neonatal, com o objetivo de identificar precocemente uma perda auditiva.  A precocidade é fator fundamental de sucesso na reabilitação auditiva.

## Desinformação sobre pessoas surdas
O senso comum acredita que "todo surdo é mudo", "surdo é só quem não ouve nada", "todo surdo usa língua de sinais", "surdez é coisa de idosos" e uma série de outras coisas que não são verdade. A surdez nunca foi sinônimo exclusivo de língua de sinais, porém, como ela é uma deficiência invisível, faz sentido que as pessoas que ouvem façam essa associação.

## Identidade e cultura surda
É a interacção social que nos socializa. As escolhas sobre o ambiente linguístico em que a criança crescerá, a opção do uso ou não da língua gestual e a escolha de ajudas técnicas e tipo de educação adoptado vão determinar a maneira como o desenvolvimento social da criança se irá processar.
Se for negada à criança a oportunidade de adquirir e desenvolver uma língua natural, crescerá com um enorme défice a nível linguístico, que comprometerá todo o seu desenvolvimento social, cultural, psicológico e afetivo,  o que dificultará na construção identitária de qualquer criança inclusive uma criança surda. Pelo contrário, se a criança for exposta a uma língua gestual poderá adquirir um conhecimento cultural, sobre o mundo e as relações interpessoais, semelhante ao adquirido por uma criança ouvinte, afinal criança é criança ouvindo ou não, enxergando ou não, andando ou não.
A comunicação é vital na construção da identidade. O contacto precoce entre o adulto surdo e a criança surda, através de uma língua gestual, é o que proporcionará o acesso à linguagem. Desta forma, estará também assegurada a identidade e cultura surda, que serão transmitidas naturalmente à criança surda pelo adulto surdo em questão. Quanto mais precoce o acesso à língua gestual, mais cedo a criança adquirirá uma identidade própria, consciente e sólida.
No entanto, de acordo com a história dos surdos, as representações sobre a surdez sempre foram fundamentadas por mitos com base na religião, na ideologia, nos interesses de foro económico e nas diferenças sociais. Estas representações afectam o processo identitário do surdo, participando de processos de inclusão/ exclusão dos membros da sociedade e padronizando a "normalização social".
Segundo estudos, o surdo apenas se sente pessoa se a sociedade o considerar como tal. O surdo, na sua diferença, representa um perigo. Daí advém a tentativa de muitos de considerá-lo apenas uma pessoa com deficiência. No entanto, o surdo como pessoa existe - esta é uma diferença que existe, que estigmatiza o surdo - a sua negação estigmatiza-o ainda mais, já que não permite o seu desenvolvimento, a sua formação de identidade como ser inteiro e integrante de uma comunidade de indivíduos diferentes como ele mesmo.

## Carta dos Direitos da Pessoa Surda
Em Portugal, a 27 de Abril de 2001, aquando do III Congresso Nacional de Surdos, na cidade de Beja, foram aprovados os seguintes direitos da pessoa surda:
- Primeiro artigo: língua gestual - este artigo esclarece que toda a pessoa surda tem o direito de usar livremente a língua gestual, não podendo ser dela privada, deve ter acesso à LGP, acesso esse apoiado pelo Estado.
- Segundo artigo: Vida associativa - mostra que todo o surdo tem o direito à participação na Vida Associativa, devendo ser o objectivo primário de toda a Associação de surdos a promoção da Vida da Comunidade Surda, a fim de que a cultura surda seja conservada e desenvolvida.
- Terceiro artigo: Vida Política e Cívica - os surdos tem direitos e obrigações, como todos os outros cidadãos de plena consciência, o que obriga a que sejam criadas as devidas condições para que a pessoa surda tenha acesso a uma informação e esclarecimentos plenos.
- Quarto artigo: Projectos e Decisões - Todo o surdo tem direito à participação na vida cultural, social, política e económica do país, tem ainda direito à protecção contra a discriminação (privada, social ou profissional). A comunidade surda deve ser ser consultada antes de assuntos privados ou públicos relativos à pessoa surda serem decididos
- Quinto artigo: Educação - todo o surdo tem direito à igualdade de oportunidades na educação, devendo essa prosseguir o desenvolvimento da personalidade surda, motivando o conhecimento da cultura, história e língua da Comunidade Surda. À Comunidade Surda deve ser reconhecido o direito de criar e de gerir os seus próprios estabelecimentos de ensino e formação.
- Sexto artigo: Crianças Surdas Filhas de Pais Ouvintes - estes surdos também têm o direito a participar na vida da Comunidade Surda.
- Sétimo artigo: Pais Surdos - os pais surdos devem ser respeitados ao exercerem o poder paternal.
- Oitavo artigo: Formação Profissional e Emprego - o surdo tem direito a escolher o seu emprego e formação profissional. Ninguém pode ser privado do seu emprego em razão da sua Surdez.
- Nono artigo: Serviços de Interpretação - todo o surdo tem direito ao serviço gratuito de intérpretes de língua gestual.
- Décimo artigo: Justiça - Toda a Pessoa Surda tem direito ao uso oficial da língua gestual em Tribunal.
- Décimo primeiro artigo: Informação e Cultura - todo o surdo tem direito ao acesso à informação e à cultura, através da língua gestual.
- Décimo segundo artigo: Segurança - os surdos devem estar devidamente informados quanto à sua segurança.
- Décimo terceiro artigo: Medicina - a pessoa surda tem direito de decidir submeter-se ou não a qualquer intervenção ou tratamento médico-cirúrgico. Nenhum tratamento da surdez, que possa afectar a sua integridade pessoal, pode ser imposto a um menor surdo.
- Décimo quarto artigo: Acessibilidade - a pessoa surda tem direito aos meios de acessibilidade gratuitos, que permitam abolir eventuais barreiras provocadas pela surdez.
- Décimo quinto artigo: Actividades Culturais, Desportivas e de Lazer - mostra este artigo que todo o surdo tem direito a aceder às actividades culturais, desportivas e de lazer.
- Décimo sexto artigo: Respeito dos Direitos - toda a pessoa surda tem direito a que sejam respeitados os seus Direitos.
- Décimo sétimo artigo: Surdos com Outros Problemas Físicos ou Mentais - toda a pessoa surda, mesmo que inclua deficiências a nível físico ou mental, deve ver respeitados todos os seus direitos de Pessoa Surda.